# 複數選區制
複數選區制（Multi-Member District，MMD），指在一個選區中選出2名或以上議席的選舉制度。應選名額為2至5位者，為「中選區」；應選名額為6名或6名以上的為「大選區」，而小選區（只有1個議席的）則為單一選區。

## 概要
- 由於只要擠進應選名額內即可當選，因此相對於單一選區要有利於弱勢政黨以及同黨內不受推舉的被選舉人，同黨自行參選劇烈競爭，金權政治以及滋生賄選等弊端 [來源請求]；若是應選名額與參選人數差距過小，甚至是發生等額選舉（在選舉法規正常，且採用本選舉制度的國家裡，基本上可能性不高，且可能會規定要比當選名額多幾位才能進行選舉）的情形，容易造成「通通有獎」：素行不良或名聲不良的人容易當選。複數選區制因可操作政黨配票[來源請求]，從另一方面可以出現限制政黨的數目。

- 日本在二戰後，稱一個選區中產生3至5名議席為中選區制，之前稱「大選區制」。有關選舉制度造就55年體制，自由民主黨長期可以單獨執政和一黨獨大，直至1993年才終結，日本社會黨成為萬年第一大在野黨。中選區制使自民黨長期掌握國會參眾兩院的多數席次，但也難以獲得能夠單獨推動修憲的三分之二的席次，掌握超過三分之一席次的在野黨得以制衡自民黨，但也難以執政。1993年後，自民黨和社會黨組成大聯合政府，兩黨把選舉制度成為並立制，維持至今。
- 中華民國在2008年前的立法委員選舉和各直轄市、縣市議會採取複數選區制，有關選舉制度下，使中國國民黨和民主進步黨能夠通過配票競爭掌握較多席次，但選舉制度讓兩黨必需與以地方派系為主的無黨籍議員合作，形成制衡局面。
- 立法委員中由複數選區制決定的「全國不分區立委」比較要有利于弱勢政黨。例如民國109年的立法委員選舉中，台灣民眾黨當時雖為成立一年不到的新興政黨，卻仍拿下五席獲得組黨團權利，但在單一選區的區域立委中卻無所收穫。

## 選舉方式
- 全票制
- 單記可讓渡制
- 單記不可讓渡制
- 限制連記制
- 名單比例代表制
- 累积选举制
- 雙席位制

## 採用國家及地區
- 日本：日本眾議院在1996年以前實施「中選區制」。此後改為並立制。而參議院人口較多的選區及不少地方議會仍沿用此制。
- 中華民國：中華民國立法委員選舉直到2008年，中華民國各直轄市議會、縣市議會、鄉鎮市區民代表選舉至今採用。另外，比例代表制的選舉也會劃分若干複數選區或一個全國複數選區（中華民國稱「全國不分區」）。之後皆改行並立制，但立法委員中的臺灣原住民席次仍沿用。
- 香港：香港立法會1998年至2016年多次選舉內的地區直選部分把全香港劃成五個大選區，每區產生3－9名議員，以名單參選，利用比例代表制的最大餘額法分配席位，實際的政治效果為多議席單票制的半比例代表制，但並非按得票比例來分配議席。

## 變型
- 集选区